# Среднеазиатские цыгане
Среднеазиатские цыгане — условный термин для недифференцированного обозначения живущих преимущественно в Таджикистане и Узбекистане этнических групп люли (джуги, мугат, гидайгар, гарибшо, гурват), парья (чангар, хиндустани), кавол (шех-момади), чистони и согутарош.
Первым исследователем среднеазиатских цыган в постсоветской России был Н.В. Бессонов. В настоящее время среднеазиатских цыган изучает цыганолог С.М. Габбасов.
В 2016 году вышла первая обобщающая книга о цыганах в Средней Азии и Закавказье под авторством Елены Марушиаковой и Веселина Попова (см. Список литературы).

## Традиционная одежда

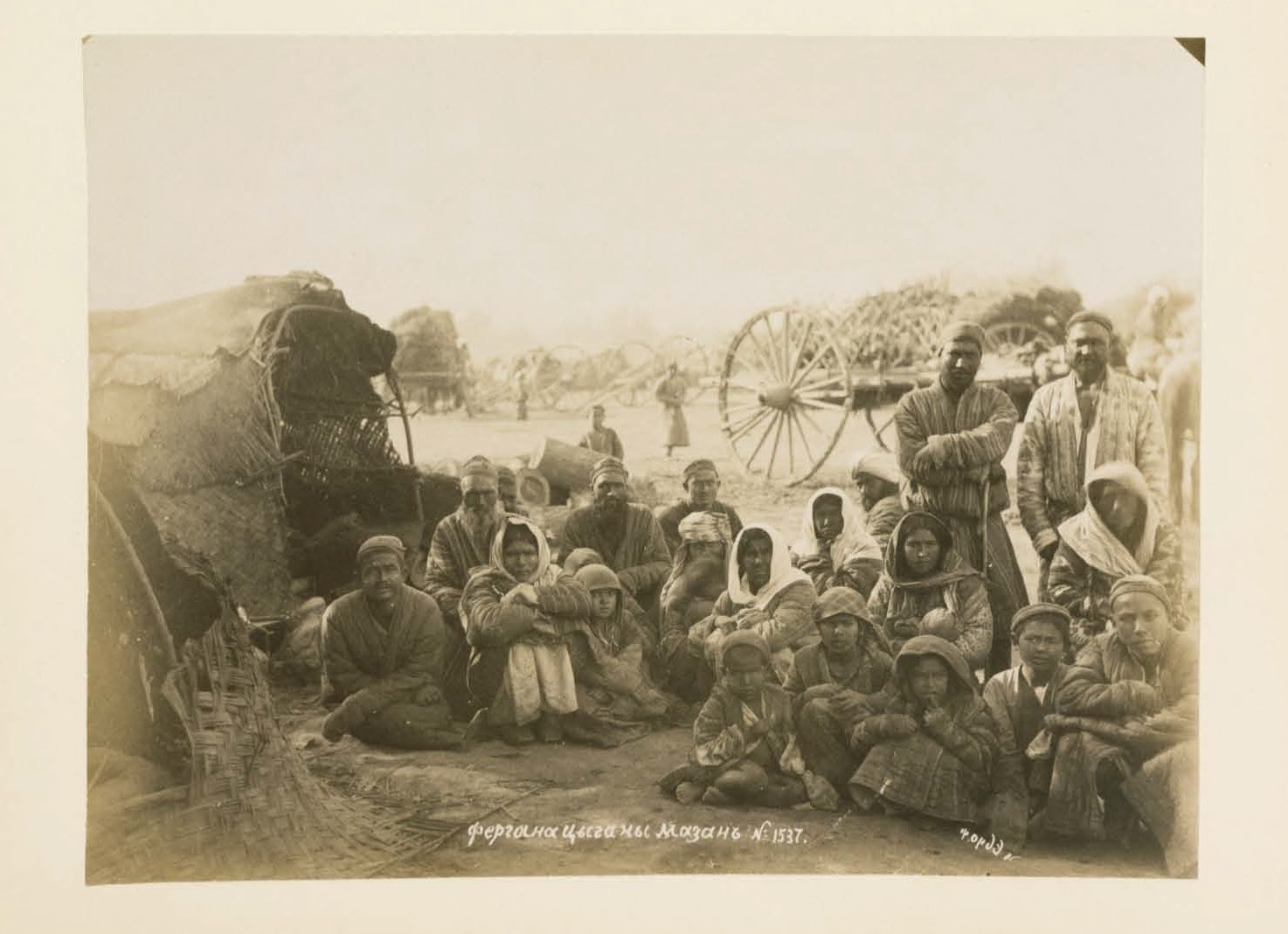
Фергана. Цыгане, 1880-е гг.

Традиционная мужская и женская одежда почти ничем не отличалась от таджикской и узбекской, но была более яркой. Кроме того, среднеазиатские цыганки никогда не носили паранджу, а каршинские и шахрисябзские цыганки надевали также тюрбаны «дурра». У шахрисябзских, каршинских и гиссарских цыган был распространён обычай татуировки (три точки на лоб, руку, иногда щёки).

## Родство с цыганами и друг с другом
Цыганами эти этнические группы стали называть русские, так как до XIX — сер. XX вв. все они вели кочевой или полукочевой образ жизни. Представители этих групп отчасти восприняли это наименование, но собственно цыган (рома, сигон-и урус) «среднеазиатские цыгане» не считают родственным себе народом, не понимают их языка, не вступают с ними в браки. Цыгане также не считают «среднеазиатских цыган» за своих.
Собственно сами «среднеазиатские цыгане» также не являются единым этносом. Мугаты (джуги) и согутарош издавна живут в Средней Азии и считают её своей родиной. Если их предки и пришли сюда из Индии, у джуги не сохранилось об этом даже преданий. Национальное самосознание у джуги многоуровневое — часть из них считают себя не только джуги, но и таджиками или узбеками. Чистони, кавол и парья считают, что пришли из Афганистана и называют себя афганцами или индусами (парья). Говорят на персидско-таджикских диалектах. Парья при этом сохраняют и собственный индоарийский язык. Джуги, согутарош, кавол и чистони используют тайные языки (арго), на которых говорят в присутствии чужаков. Арго джуги и согутарош в основном совпадает. Арго чистони и кавол сильно отличаются как друг от друга, так и от арго джуги.
Представители разных групп «среднеазиатских цыган», как правило, придерживаются узких специализаций (джуги — музыка, пение, попрошайничество, гадание, ювелирное ремесло; согутарош — деревообработка; чистони — воровство; парья — торговля насом, наём на сезонные сельхозработы; кавол — мелкая торговля). Этим, а также традициями, ограничивающими общение (и брак) вне группы, они напоминают так называемые «мусульманские касты» Пакистана и Индии.